# 深圳電視台
深圳電視台（しんせんでんしだい）は、中華人民共和国広東省深圳市のテレビ局。1983年設立、開局は1984年1月1日。

## チャンネル
- SZTV（衛星放送）
- SZTV-1
- SZTV-2
- SZTV-3：経済チャンネル
- SZTV-4：娯楽チャンネル
- SZTV-5
- SZTV-6
- SZTV-7
- SZTV-8：買物チャンネル
- SZTV-9：法の支配チャンネル